# Vsevolod Meyerhold
Karl Kasimir Theodor Meierhold dit Vsevolod Emilievitch Meyerhold, né le 28 janvier 1874 (9 février dans le calendrier grégorien) à Penza en Russie et mort le 2 février 1940 en prison à Moscou, est un dramaturge et metteur en scène russe. Il se convertit du luthéranisme à l'orthodoxie à l'âge de 21 ans, adhère à la révolution russe, est nommé en 1922 directeur du Théâtre de la Révolution. Il meurt victime des Grandes Purges.

## Biographie
Meyerhold était de famille allemande de la Volga russifiée : son père Émile possédait une usine à Penza et sa mère était née Alvina Danilovna van der Neese. Il étudie au 2e lycée classique de Penza.
Il commence sa carrière avant la Révolution de 1905, d'abord à Moscou, au Théâtre d'Art de Stanislavski, puis à Saint-Pétersbourg. Il met en scène des pièces de théâtre politiques dans des décors constructivistes.
Il met au point une méthode révolutionnaire d'entraînement de l'acteur à partir de la biomécanique. Il se distancie de la méthode psychologique de Stanislavski, en se focalisant sur une approche purement physique. En s'inspirant du théâtre japonais, de la danse, de la commedia dell'arte, et de la rythmique de Jaques-Dalcroze, il invente un jeu d'acteur totalement nouveau qui se veut une rupture totale avec le théâtre bourgeois. Après la Révolution, il met en scène les créations de Vladimir Maïakovski, Sergueï Tretiakov, Nikolaï Erdman, notamment.
Mais le rejet de la méthode de Stanislavski n'est qu'apparent. Les deux méthodes sont nées dans le même environnement, auprès d'hommes qui se sont connus et estimés. Chaque homme s'est laissé influencer par l'autre. Meyerhold a défendu l'approche de Stanislavski en disant qu'elle était complémentaire de la sienne, et Stanislavski a plusieurs fois déclaré son admiration pour les mises en scène de Meyerhold, disant par exemple à propos de la mise en scène par Meyerhold du dernier acte du Mandat de Nikolaï Erdman : « Meyerhold a accompli dans cet acte ce dont j'ai rêvé. »
Meyerhold met en avant ce qu'il appelle « la pensée fondamentale ». C'est elle que le spectacle porte au public. L'acteur n'est pas là pour incarner des personnages, mais il est là pour être l'avocat ou le procureur des personnages. Ainsi ces personnages mettent en relief cette pensée fondamentale. Le spectacle exprime au nom de quoi il parle, dans une affirmation d'ordre politique. Pour cela, la manière principale est la dynamique corporelle de l'acteur ou de l'actrice, d'où tout le travail de Meyerhold sur la biomécanique au théâtre. Le corps est vu comme un mécanisme vivant, qui fonctionne surtout par réflexes, mécanisme qui en reprenant les conventions du théâtre va construire et envoyer les moyens expressifs de son corps. On ne cherche pas à faire naturel, mais, par la reprise du formalisme du théâtre, sans aucun procédé d'illusion, construisant un monde théâtral formé de conventions objectives, par la connaissance de chaque actrice de son corps et de ses réflexes, par sa posture politique, par les spectateurs et spectatrices qui vivent l'expression donnée, le théâtre propose un monde reformé, retravaillé de façon créatrice.v
Comme le précise Béatrice Picon-Vallin dans un entretien au Monde des Livres : « Pour Meyerhold, si le public change, le théâtre est transformé. Et il l'a vraiment trouvé, ce public. Jusqu'en 1926-1927, il y a énormément de spectateurs populaires dans son théâtre de Moscou. Quand le régime lui reprochera de ne pas être compris par les travailleurs, il ira jouer dans les bassins ouvriers, et il prouvera que le public est le sien. » Mais par provocation, Meyerhold peut aussi affirmer qu'un spectacle est réussi si le public le siffle. Adepte du choc esthétique, la critique du public n'est pas sa seule boussole.
Il fait une tournée à Paris en 1930 et, puis au lieu de suivre les directives du régime et de revenir à un théâtre classique mêlant mélo et socialisme, il monte des pièces d'avant-garde entre constructivisme et futurisme. Cela lui vaut les foudres de Staline et finit par lui coûter la vie. Quand, en 1938, Stanislavski apprend qu'il ne peut plus trouver du travail, il l'engage au Théâtre d'Art de Moscou, ce qui représente un immense acte de courage.
En 1939, il produit avec son ami de longue date Sergueï Prokofiev Semyon Kotko, un opéra dans lequel les Allemands sont représentés comme des barbares occupant l'Ukraine. Mais Staline signe le pacte de non-agression avec Hitler en août. En juin 1939, il est arrêté, torturé, contraint d' « avouer » sa culpabilité — on l'accuse de trotskysme et d'espionnage — et exécuté par le bourreau Vassili Blokhine, en secret, le 2 février 1940. « Je meurs en communiste », a-t-il pourtant pu dire. Sa femme, Zinaïda Reich, peu de temps après, est assassinée par des policiers. Il n'est réhabilité qu'en 1955, mais seulement d'un strict point de vue juridique. La réhabilitation esthétique prendra beaucoup plus de temps. On ne saura la vérité sur sa mort qu'en 1988, par une confirmation officielle à sa famille.
Sa tombe se trouve au nouveau cimetière Donskoï à Moscou.

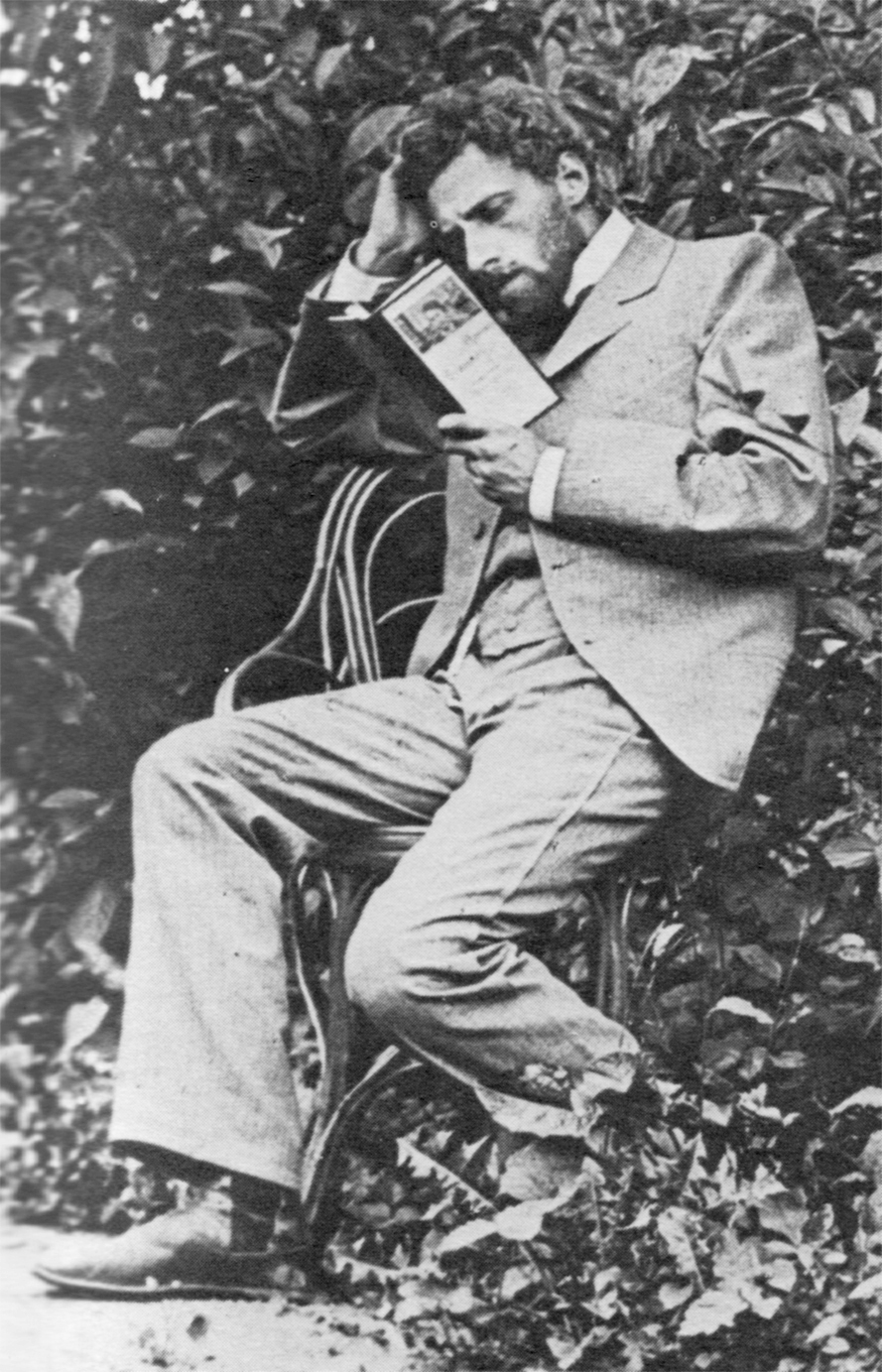
Meyerhold lisant La Mouette en 1898.
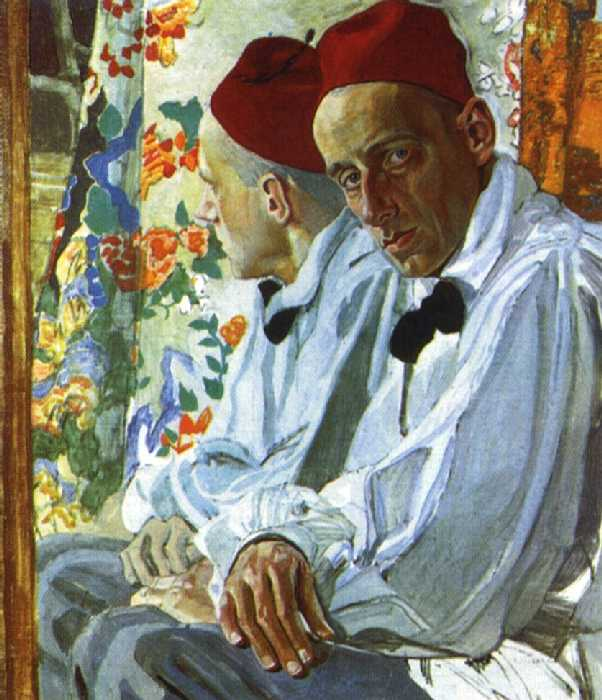
Portrait de Meyerhold par Alexandre Golovine en 1917.
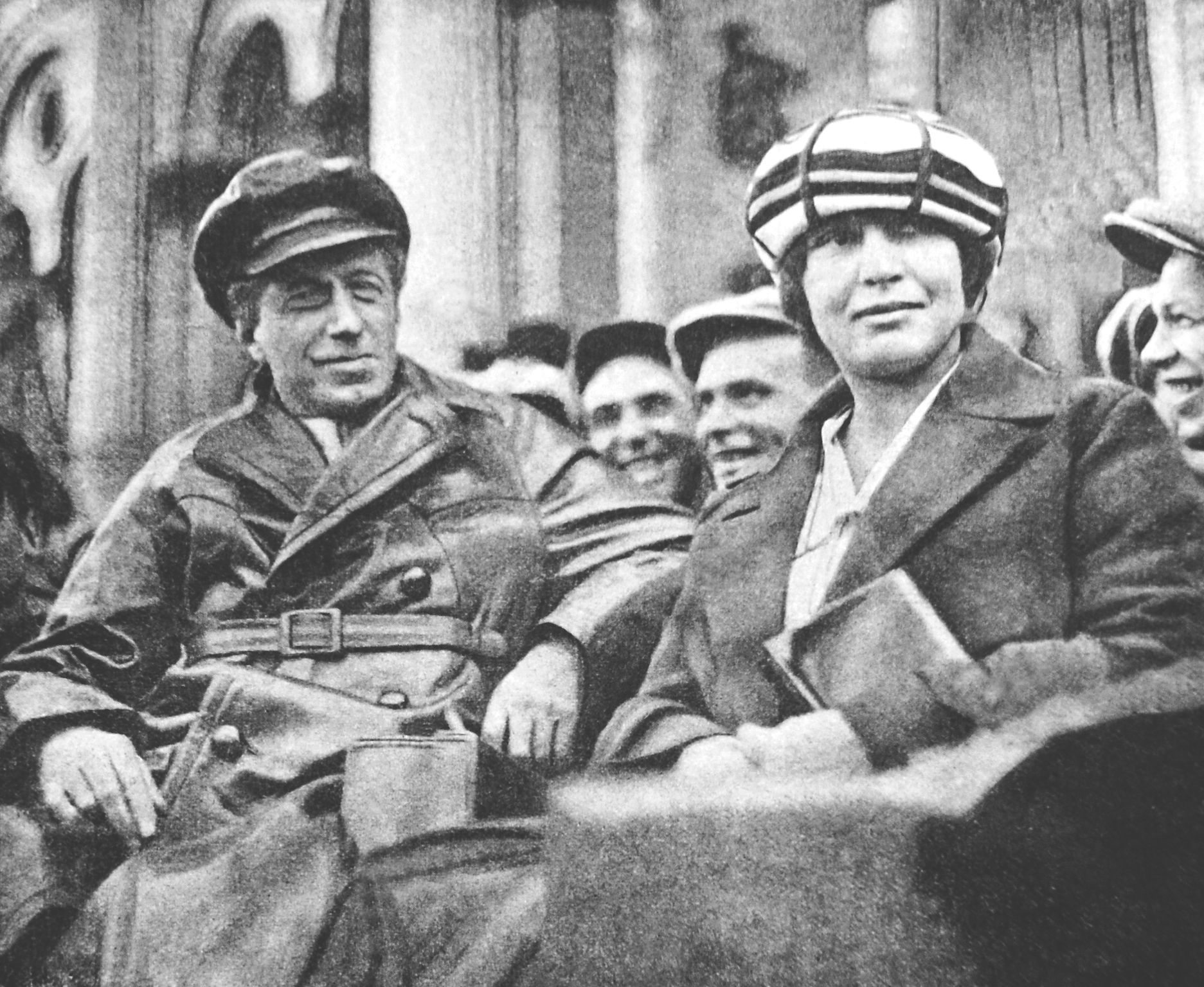
Vsevolod Meyerhold et Zinaïda Meyerhold-Reich vers 1925.
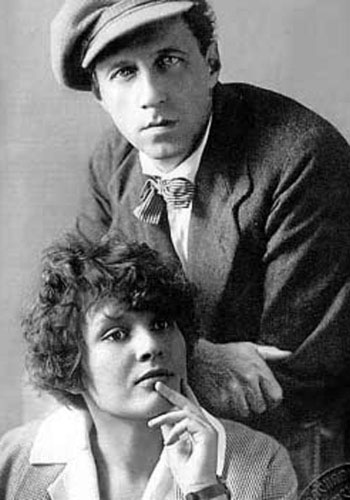
Vsevolod Meyerhold et Zinaïda Meyerhold-Reich avant 1939.

## Chronologie
- 1874 : 28 janvier, naissance à Penza. Participation à des spectacles amateurs. Quitte de la faculté de droit de l'université de Moscou, entre en deuxième année du cours de l'école musicale-dramatique de la Société philharmonique de Moscou dans la classe de V. Nemirovitch-Danchenko.
- 1898 : est accepté à la troupe du МHТ. Il y rencontre Tchekhov  avec qui il se lliera d'amitié. Il joue le rôle de Treplev dans La Mouette .
- 1902 : Meyerhold quitte la troupe du MHT et préside comme metteur en scène un groupe de jeunes acteurs qui se nommeront par la suite la Société d'un nouveau drame.
- 1902-1905 : il livre près de deux cents spectacles d'après les œuvres de Maeterlinck, Tchekhov, Gorki, Ibsen, etc. Les premiers spectacles sont créés « selon les jeux de scène du MHT », mais graduellement le metteur en scène crée sa propre langue théâtrale.
- 1905 : ayant appris les expériences scéniques de Meyerhold, Stanislavski lui propose de continuer en commun les expériences dans le Studio de Moscou de la rue Povarskaïa. Les spectacles qu'il expérimente là-bas ne sont pas montrés et Meyerhold revient à la Société du nouveau drame.
- 1906 : Meyerhold est invité au théâtre de Véra Komissarjevskaïa à Saint-Pétersbourg. Il produit en une saison treize spectacles qui provoquent des discussions animées.
- 1907-1917 : Meyerhold travaille dans les Théâtres impériaux de Saint-Pétersbourg. Simultanément sous le pseudonyme de « Docteur Dapertutto », il participe à un petit studio rue Borodinskaïa, où il porte une attention particulière à l'arlequinade, le théâtre forain russe, le cirque, le mime. Il développe le travail d'un acteur possédant un corps, une voix, travail important sur les rythmes. Vers octobre 1917, Meyerhold, enthousiasmé par les nouvelles possibilités s'ouvrant à lui, se rapproche de Maïakovski.
- 1920 : dans le programme d'Octobre Théâtral, le metteur en scène formule les tâches principales du théâtre : le service de la révolution et la rénovation complète de l'art scénique. Il déclare la guerre aux vieux théâtres académiques, croyant que de tels collectifs, comme un Petit théâtre ou MHT, sont incapables de trouver le terrain d'entente avec une nouvelle validité. Il crée la théorie du nouveau modèle théâtral. Il ouvre à Moscou le théâtre de la RSFSR 1er avec une jeune troupe qu'il intitule Le théâtre de l'acteur (qui plus tard deviendra le théâtre GITIS).
- Le 24 novembre 1922 : la première de son adaptation de La Mort de Tarelkine d'Aleksandr Soukhovo-Kobyline. Les costumes de la pièce sont créés par Varvara Stepanova[6].
- En mai 1923 : mise en scène d'Une place lucrative d'Alexandre Ostrovski [7]
- En novembre 1923 : mise en scène du Lac Lull (Alekseï Faïko) et La Forêt (Alexandre Ostrovski)[7].
- 1923 : création du théâtre de Meyerhold où ses acteurs passent par l'enseignement spécial dans l'atelier d'État expérimental théâtral (dont l'objet principal est la biomécanique : Meyerhold aspire à donner au spectacle l'exactitude géométrique de la forme, la facilité acrobatique et l'adresse, le maintien sportif).
- 1922-24 : Meyerhold dirige le théâtre de la Révolution.
- 1930 : début de la persécution du metteur en scène dans la presse, son art est qualifié d'étranger au peuple soviétique et hostile au monde soviétique.

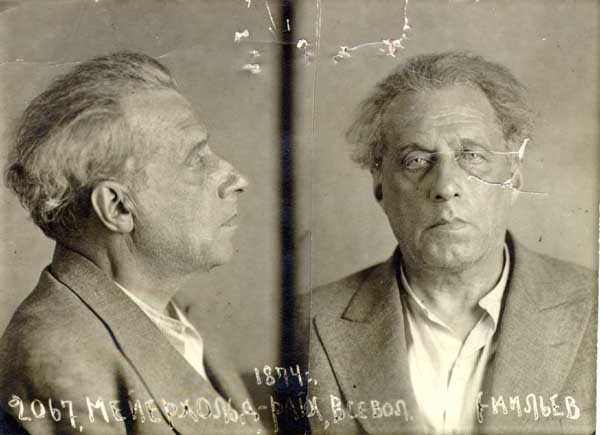
Photos de Meyerhold au moment de son arrestation.

- 1938 : fermeture du théâtre Meyerhold. Stanislavski invite le metteur en scène disgracié à diriger un opéra.
- 1939 : juillet, Meyerhold est arrêté.
- 1940 : février, exécution de Meyerhold.
- 1955 : la Cour suprême de l'URSS réhabilite Meyerhold à titre posthume.

## Famille
Il épouse en 1896 Olga Munt (1874-1940) dont il a trois filles :
- Maria (1897-1929), qui épouse Evgueni Stanislavovitch Bieletski ;
- Tatiana (1902-1986), épouse Alexeï Petrovitch Vorobiev
- Irina (ru) (1905-1981), épouse l'acteur Vassili Vassilievitch Merkouriev: parmi leurs trois enfants, leur fils Piotr (ru) sera acteur et interprète Meyerhold au cinéma (1980) et à la télévision (2005, série télévisée Essénine)

Il se sépare de sa première épouse pour vivre à partir de 1922 avec Zinaïda Reich (1894-1939), première épouse de Serge Essénine.

## Filmographie
- 1915 : Le Portrait de Dorian Grey (Portret Doryana Greya) : scénario et réalisation, en collaboration avec Mikhaïl Doronine ; il y interprète le rôle de Lord Henry Wotton
- 1917 : L'Homme fort (Silnyi tchelovek) : réalisation et acteur
- 1928 : L'Aigle blanc (Belyy oryol) : acteur